# Bataille de New Ross
Rébellion irlandaise
Batailles
- Ballymore-Eustace
- Naas
- Prosperous
- Kilcullen
- Carlow
- Harrow
- Tara Hill
- Oulart Hill
- Enniscorthy
- Newtownmountkennedy
- Three Rocks
- Bunclody
- Tuberneering
- New Ross
- Antrim
- Arklow
- Saintfield
- Ballynahinch
- Duncairn
- Ovidstown
- Foulksmills
- Vinegar Hill
- Ballyellis

- 1er Killala
- Ballina
- Castlebar
- Collooney
- Ballinamuck
- 2e Killala
- Île de Toraigh

La bataille de New Ross a eu lieu dans le comté de Wexford, dans le sud-est de l'Irlande, lors de la rébellion irlandaise de 1798. Le 5 juin, les Irlandais Unis attaquent la ville, espérant répandre la révolte dans le comté de Kilkenny et la province éloignée de Munster. Cependant l'offensive se termine par un désastre, il s'agit de la bataille la plus sanglante de la rébellion de 1798.

## Déroulement
Le 4 juin 1798, les Irlandais Unis établissent leur camp de Carrigbyrne Hill à Corbet Hill, près de New Ross. Le lendemain, à l'aube, les rebelles au nombre de 10 000 hommes divisés en trois colonnes lancent l'assaut sur la ville. Cependant les insurgés ne sont majoritairement armés que de piques et la place dispose de 2 000 soldats, miliciens et yeoman qui ont eu le temps de préparer leur défense. Des tranchées ont été creusées, des canons sont positionnés de manière à faire le plus de dégâts possibles contre les rebelles massés dans les rues étroites de la ville.
Un des commandants des Irlandais-Unis, Bagenal Harvey, tente de négocier la capitulation de New Ross, mais un des émissaires rebelles, Matt Furlong est abattu par des soldats placés aux avant-postes. Furieux, les 500 hommes de l'avant-garde menée par John Kelly lancent immédiatement la charge et parviennent à s'emparer de la Porte des Three Bullet. Pour faciliter leur attaque, les insurgés se sont fait précéder d'un troupeau de bétail qui a jeté la confusion chez leurs ennemis.
La deuxième colonne rebelle attaque la porte du Prieuré, mais la troisième est rapidement repoussée devant la porte du Marché qui dispose de solides défenses. Les Britanniques font alors sortir par cette porte les dragons à cheval qui contournent les deux colonnes et les assaillent sur les flancs. Mais les forces rebelles restées en réserve repèrent la manœuvre et la charge des dragons est brisée par les piques des insurgés.
Maîtres de la porte de Three Bullet, les Irlandais Unis font irruption dans la ville, provoquant la panique d'une partie de la garnison et de la population. Ils se heurtent cependant aux forces britanniques et loyalistes placées en réserve, des combats de rues s'engagent et de nombreuses maisons sont incendiées. Les rebelles subissent de lourdes pertes mais ils parviennent à s'emparer des deux tiers de la ville car les Britanniques se replient devant les incendies. 
Pendant l'affrontement, dans le village de Scullabogue, près de New Ross, des rebelles rassemblent des prisonniers de guerre et des civils, en majorité protestants, suspectés de sympathies loyalistes. Ces derniers sont enfermés dans une grange qui est incendiée par les insurgés et les prisonniers meurent brûlés vifs. Le massacre de Scullabogue fait entre 100  et   200 victimes de tous âge et de tous sexe, seulement deux captifs parviennent à s'échapper. 
Mais dans la ville, les rebelles s'épuisent et finissent par être à court de munitions, de leur côté, les défenseurs reçoivent des renforts et lancent à midi une contre-attaque qui chasse les rebelles hors de la ville.